# Giuseppe Maria Badía Mateu
Giuseppe Maria Badía Mateu C.M.F., in spagnolo José María Badía Mateu (Puigpelat, 30 settembre 1912 – Barbastro, 15 agosto 1936), è stato un religioso spagnolo, martirizzato a Barbastro durante la Guerra civile spagnola e venerato come beato dalla Chiesa cattolica.

## Biografia
Nacque a Puigpelat nella comunità della Catalogna il 30 settembre 1912; ultimo di sette figli, tre delle sue sorelle abbracciarono la vita religiosa. A undici anni seguì lo zio claretiano, padre Juan Blanch a Cervera. Dalla stessa università trasformata in seminario claretiano scrisse nel 1925 ai genitori una lettera per ragguagliarli sulla vita di aspirante missionario:
C'è poi un'ora di lezione, un breve intervallo e un'altra ora di lezione. Dopo la ricreazione riprendiamo a studiare. Prima di pranzo ci rechiamo in cappella per le preghiere, l'esame di coscienza e la lettura spirituale.
Nel pomeriggio ancora studio, due lezioni di un'ora ciascuna, merenda e ricreazione. In seguito rifacciamo il letto e dopo una visita a Gesù Sacramentato si riprende a studiare. Poi, recitiamo il Rosario in cappella, torniamo a studiare e alla 20 consumiamo la cena.»
Si dedicò al totale servizio di Dio con i voti che emise il primo ottobre 1928, a sedici anni appena compiuti. Ebbe l'incarico dei rilevamenti meteorologici e, nei momenti liberi si dedicava al catechismo dei bambini della vicina parrocchia e al circolo filatelico missionario. Il suo carteggio è piuttosto consistente e rivela un carattere energico, ottimista e pieno di risorse. Descrive gli eventi del tempo senza lasciarsene intimidire.
Nel luglio 1936 aveva terminato il ciclo di studi e si preparava a ricevere il sacramento dell'Ordine sacro.
Allo scoppio della guerra civile, il seminario venne assaltato e perquisito dalle milizie anarchiche per cercare delle armi. Insieme alla maggior parte dei confratelli Giuseppe venne arrestato e rinchiuso nel salone degli atti accademici della scuola degli Scolopi, che divenne la loro prigione improvvisata.
Firmò la lettera di offerta alla Congregazione con queste parole:
(José Mª Badía, Firma sulla lettera di offerta alla Congregazione)

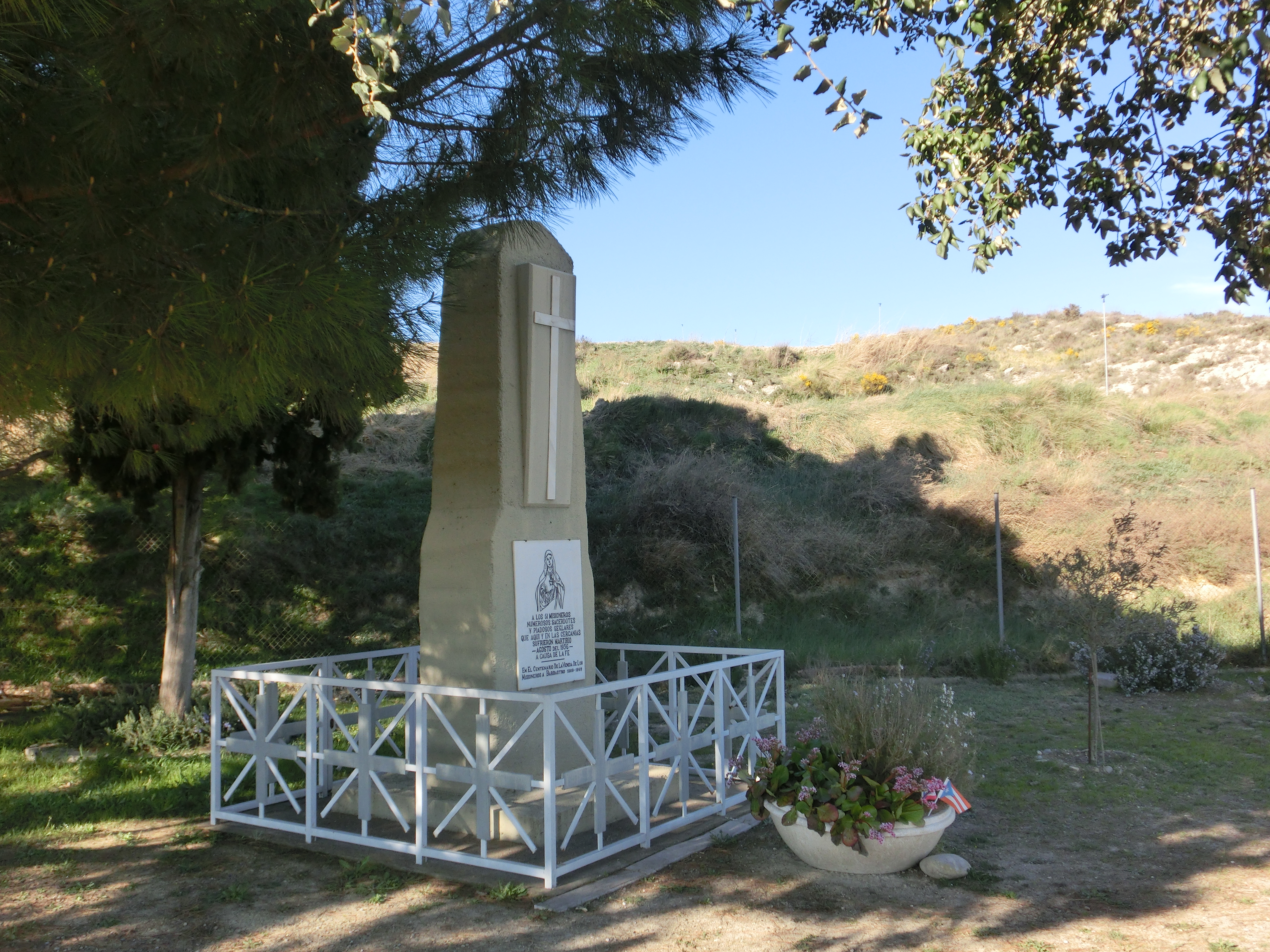
Monumento funebre nel luogo della fucilazione

Insieme a 19 suoi confratelli, Giuseppe Maria Badía Mateu è stato fucilato nelle prime ore del 15 agosto 1936 sul ciglio di una strada fuori città. I loro corpi sono stati gettati in una fossa comune nel cimitero di Barbastro, ricoperti di calce e di terra. Fece parte dell'ultimo gruppo di claretiani di Barbastro che subirono il martirio.
Nel 2013 è uscito un film sulla vicenda intitolato Un Dio vietato per la regia di Pablo Moreno.

## Culto

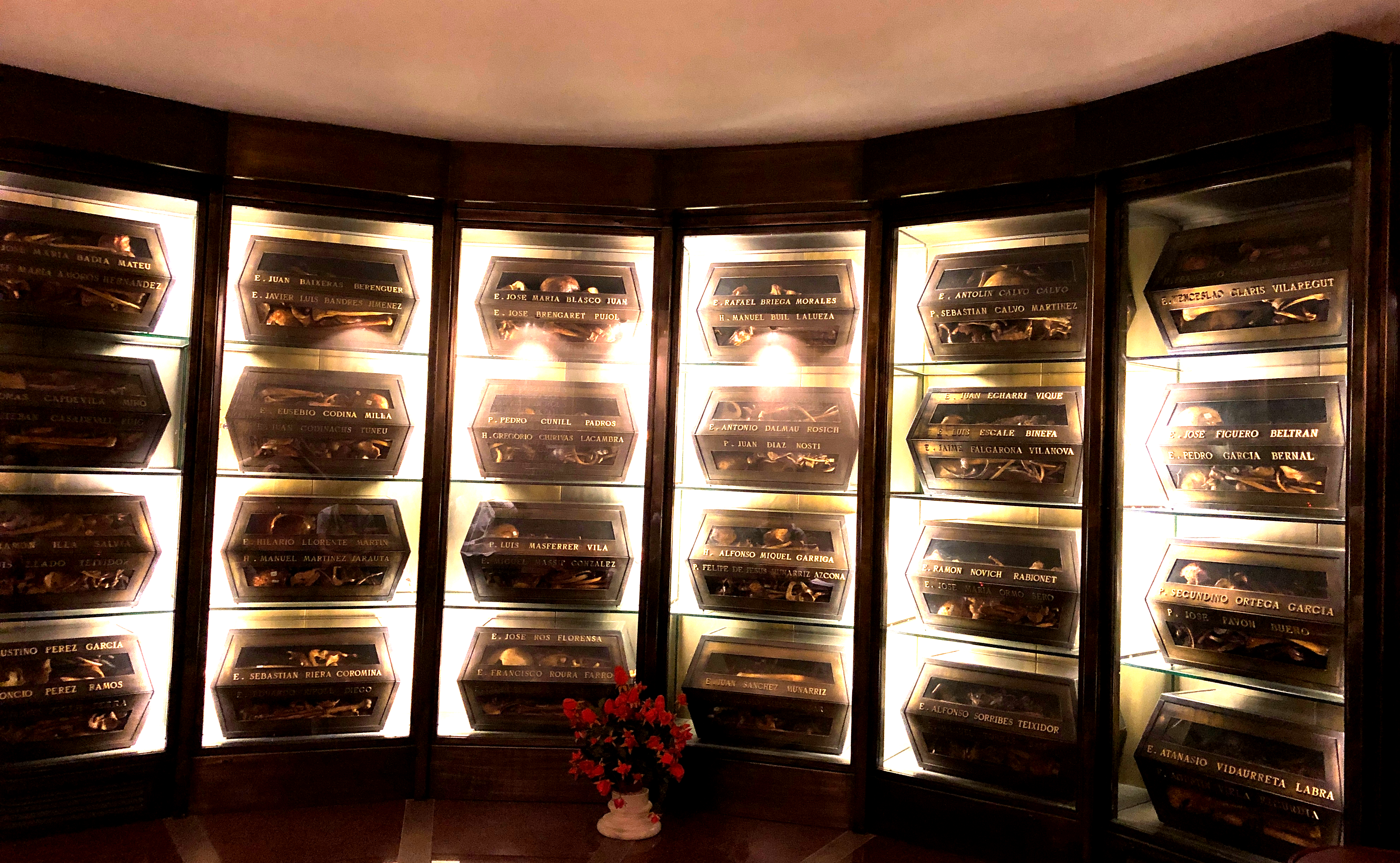
Cripta ubicata sotto all'altare della chiesa annessa al museo dei martiri Claretiani di Barbastro

Dopo la guerra i resti dei martiri furono riesumati dalle fosse comune e, grazie a delle medagliette metalliche cucite sulle loro tonache, è stato possibile risalire ai nomi delle singole persone. I resti sono composti in teche e si possono oggi venerare nella cripta della chiesa annessa al museo.
Il 20 maggio 1947 nella diocesi di Barbastro si aprì il processo informativo circa il martirio che si chiuse il 23 settembre 1949. L’8 febbraio 1961, invece, fu promulgato il Decreto sugli scritti. La dichiarazione di validità del processo, con Decreto del 9 febbraio 1990, portò alla trasmissione della “Positio super martyrio” alla Congregazione delle Cause dei Santi nello stesso anno.
A seguito della riunione della commissione teologica che si tenne il 4 febbraio 1992 e di quella dei cardinali e vescovi della Congregazione si arrivò, il 7 marzo 1992, alla promulgazione del Decreto sul martirio. La beatificazione avvenne a Roma, ad opera di Giovanni Paolo II, il 25 ottobre 1992.
La Chiesa cattolica lo ricorda il 15 agosto.